# University of Alabama
University of Alabama – amerykański uniwersytet publiczny z siedzibą w Tuscaloosa w stanie Alabama.
Założono go 18 grudnia 1820 pod nazwą The University of the State of Alabama, a inauguracyjne otwarcie miało miejsce 18 kwietnia 1831. Miesiąc później studiowało tam 58 pierwszych studentów. Jesienią 2016 liczba studentów wynosiła 37 665. W 2017 w rankingu najlepszych uniwersytetów w Stanach Zjednoczonych uplasował się na 103. pozycji.
Uczelniane drużyny sportowe noszą nazwę Alabama Crimson Tide i występują w NCAA Division I. Najbardziej utytułowaną jest drużyna futbolowa, która szesnaście razy zdobyła tytuł mistrzowski.